# دریای سالتون

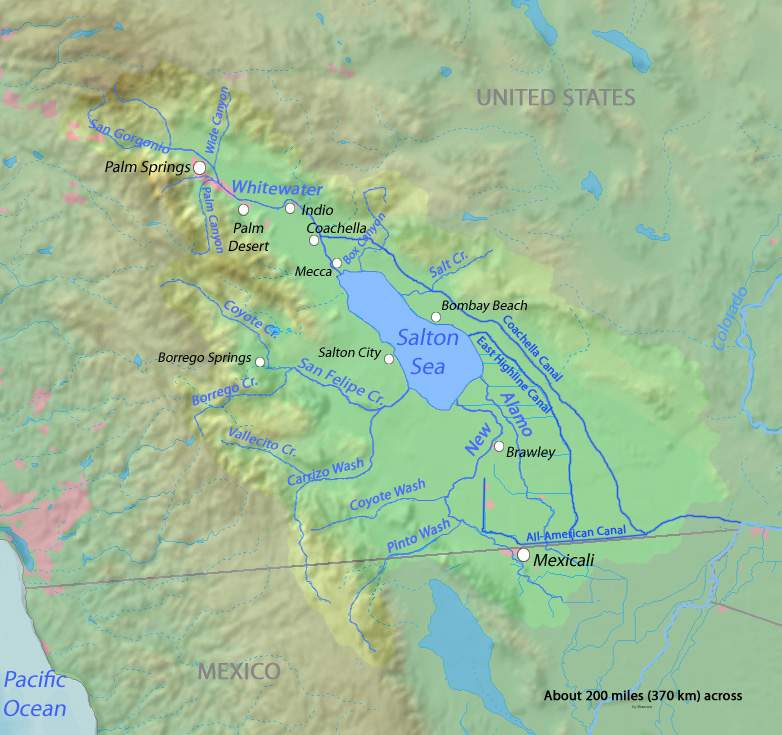
دریای سالتون

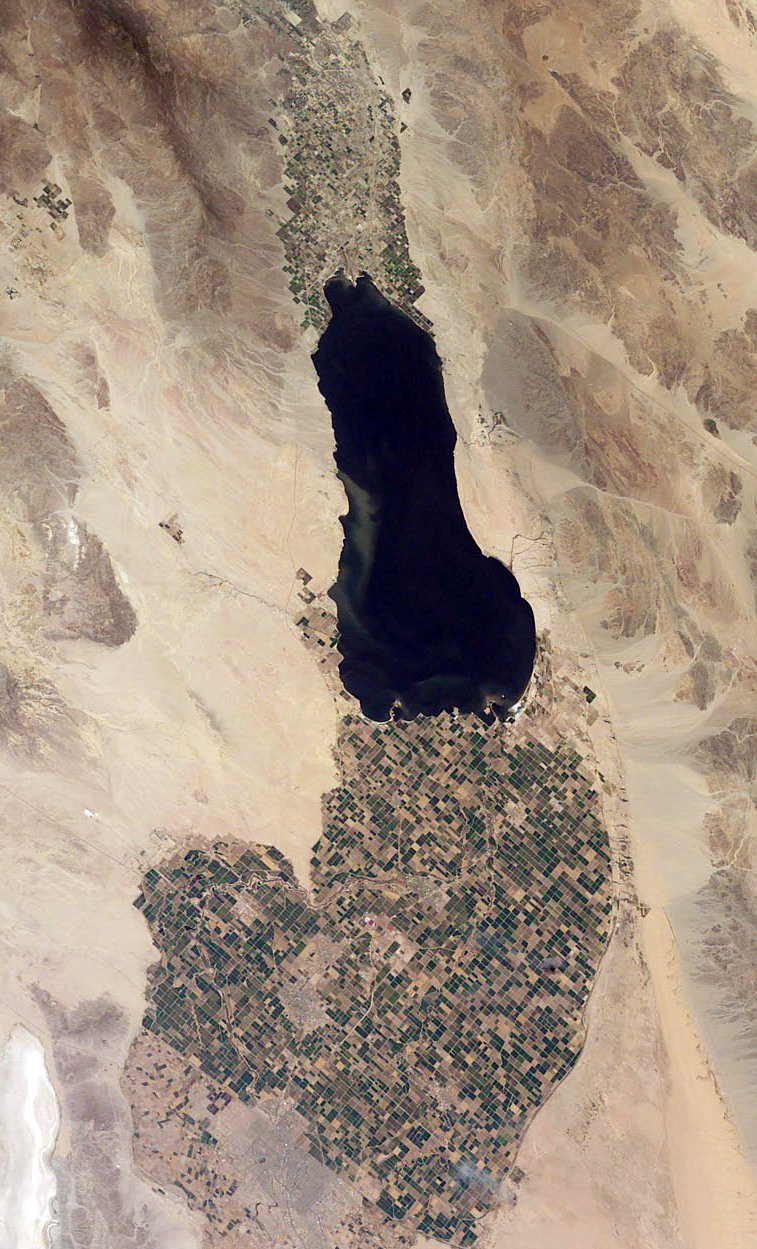
دید ماهواره‌ای از دریای سالتون و پیرامون آن.

دریای سالتون یا دریاچهٔ سالتون (به انگلیسی: Salton Sea) دریاچه‌ای نمکی است که در ناحیهٔ سفلی صحرای کلرادو در شمال ایمپریال ولی در جنوب شرقی کالیفرنیا قرار دارد. این دریاچه بزرگ‌ترین دریاچه ایالت کالیفرنیا است.
این دریاچه در پی یک خطای مهندسی و شکسته شدن یکی از سدهای رودخانه کلرادو در سال ۱۹۰۵ به‌وجود آمد. پس از مدتی انتظار می‌رفت که با تبخیر آب، این دریاچه تازه نیز از میان برود اما پس از مدتی معلوم شد که ورودی آب کانال‌های کشاورزی پیرامون این ناحیه به این گودال، دریای سالتون را در سطحی مشخص نگه می‌دارد. این امر باعث شد تا دریای سالتون به مرور تبدیل به یکی از نقاط گردشگری کالیفرنیا شده و شمار زیادی از گردشگران برای شنا و قایق‌سواری و ماهیگیری به سواحل آن بیایند. این روند، شکل‌گیری شهرک‌های تفریحی مختلفی را نیز در پیرامون دریاچه در پی داشت.
با گذشت زمان اما، به این خاطر که آب تازه‌ای از نهر و رودها به این دریاچه وارد نمی‌شود و کانال‌های کشاورزی تنها تأمین‌کننده آب آن هستند، شوری آب دریاچه از حد گذشته و باعث بدبویی آب و مرگ ماهیان شد. این امر گردشگران را نیز فراری داده و امروزه کرانه‌ها و شهرک‌های دریای سالتون شکلی متروکه و آشفته دارند.

## ویژگی‌ها
دریاچه باستانی که در این محل وجود داشت که باقی‌ماندهٔ دریاچهٔ پیش‌ازتاریخ کاهوئیلا بود تا پیش از سال ۱۹۰۵ یک گودال پوشیده از نمک بود که با عنوان گودال سالتون شناخته می‌شد و در ۸۵ متری پایینتر از سطح دریا قرار داشت. اما با ورود سیلاب‌های رود کلرادو به آن، دریاچهٔ سالتون شکل گرفت. دریاچهٔ سالتون تا ۱۹۰۷ که بندهای محافظی بر روی آن ساخته شد پیرامون ۶۰ کیلومتر طول و ۲۱ کیلومتر پهنا داشت و گستره‌ای در حدود ۱٬۰۰۰ کیلومتر مربع را در بر می‌گرفت. تبخیر آب در مدت ۵ سال سبب شد تا سطح آب دریاچه به ۷٬۵ متر کاهش یابد. اما در سال‌های پس از آن با افزایش میزان ورودی آب از دره‌های ایمپریال و کوچلا در جنوب شرقی و شمال غربی به رودهای نیو، آلامو و نهر سان فلیپه، دریاچهٔ سالتون در اندازه‌های کنونی آن تثبیت شد. این دریاچه امروزه ۵۵ کیلومتر طول، ۲۵ کیلومتر عرض، ۱۵ متر عمق و ۹۷۰ کیلومتر مربع مساحت دارد. همچنین رویهٔ آن از ۶۰ متر پایینتر از سطح دریا به ۶۹ متر پایینتر از سطح دریا تغییر یافته‌است.
اندازه‌گیری‌های جدید تشان می‌دهد که اندازهٔ دریاچه در سال‌های اخیر کاهش و میزان شوری آب و آلودگی‌های ناشی از حشره‌کش‌ها و کودهای زراعی در آن افزایش یافته‌است. این شوری که برابر با حدوداً ۴۵ در هزار اندازه‌گیری شده‌است بسیار بیشتر از میزان شوری آب دریاست. همچنین وجود آلودگی‌های شیمیایی در آب دریای سالتون باعث آسیب‌رسیدن به حیات ماهیان و پرندگانی می‌شود که در آن نقطه می‌زیند.
در سواحل دریای سالتون یک پارک ایالتی و یک پناهگاه حیات وحش وجود دارد و قرار است امکانات دیگری نیز برای قایق‌سواری، شنا، اردو زدن، گردش و پرنده‌نگری در نظر گرفته شود.